# Castellar (Alpi Marittime)
Castellar (in italiano, Castellaro, come in mentonasco; in occitano Ou Castellà) è un comune francese di 997 abitanti, situato nel dipartimento delle Alpi Marittime, nella regione della Provenza-Alpi-Costa Azzurra.
Confina con i comuni italiani di Ventimiglia e Olivetta San Michele in provincia di Imperia (Liguria).

## Geografia fisica

### Territorio
Castellar sorge su una collina, affacciata sul mar Ligure, compresa tra le vallate dei torrenti Careï ad ovest e Fossan ad est. Il borgo è situato a 7 km a nord di Mentone.

## Storia
Il primo villaggio di Castellaro, detto Castellaro Vecchio, si trovava su uno sperone roccioso situato a nord est del paese attuale.
Il toponimo, o nome del villaggio, appare per la prima volta il 19 gennaio 1258, in un atto di cessione del territorio dal conte di Ventimiglia al conte di Provenza, Carlo I d'Angiò.
Nel 1261, il conte Guglielmo Pietro di Ventimiglia si sposò con Eudossia Lascaris, della famiglia imperiale di Bisanzio, i cui discendenti portarono allora il cognome di Lascaris.
Il castello è citato nel 1302, e sarebbe stato costruito dal municipio di Peglia. Nel 1388, Castellaro fece atto di dedizione a Nizza, e la contea nizzarda passò sotto il controllo dei conti di Savoia, e poi duchi di Savoia.
Essendo diminuite le minacce di aggressioni da parte dei Saraceni, un accordo venne approvato il 30 settembre 1435, tra Luigi ed Enricone Lascaris, signori di Gorbio e di Castellaro, con gli abitanti, indicante:
Tale fondazione del Nuovo Castellaro spiega la disposizione regolare del villaggio lungo strade diritte e parallele.
I signori di Castellaro appartengono tutti alla famiglia Ventimiglia-Lascaris.
Il comune, stretto fra i confini di Stato con la Repubblica di Genova ad est e con il Principato di Monaco a sud e ad ovest, passò prima alla Contea di Tenda, e poi con i Savoia alla Contea di Nizza, di cui seguì la storia nel Ducato di Savoia, e successivamente nel Regno di Sardegna, di cuì seguì ugualmente la storia, per poi passare infine nel 1860 alla Francia.

## Monumenti e luoghi d'interesse

### Architetture civili
- Palazzo Lascaris, fu costruito nella prima metà del XV secolo con la rifondazione del villaggio dai conti Lascaris di Ventimiglia. Ampiamente rimaneggiato nel corso degli anni, il suo aspetto attuale è frutto di interventi seicenteschi.

### Architetture religiose
- Chiesa di San Pietro, seicentesca, fu restaurata e riorientata nel 1844.
- Cappella dei Penitenti Bianchi, del XVII secolo;
- Cappella dei Penitenti Neri
- Cappella di San Sebastiano, situata nel locale cimitero, in stile tardoromanico.

## Società

### Evoluzione demografica
Abitanti censiti

### Lingue e dialetti
La lingua parlata è il mentonasco, che prende il nome da Mentone, un idioma gallo-romanzo di transizione tra l'area ligure e quella occitana.
Castellar fa quindi parte della Terra Mentonasca, cosiddetto Paese Mentonasco. Infatti viene chiamata così la regione dove è corrente tale linguaggio.

## Galleria d'immagini

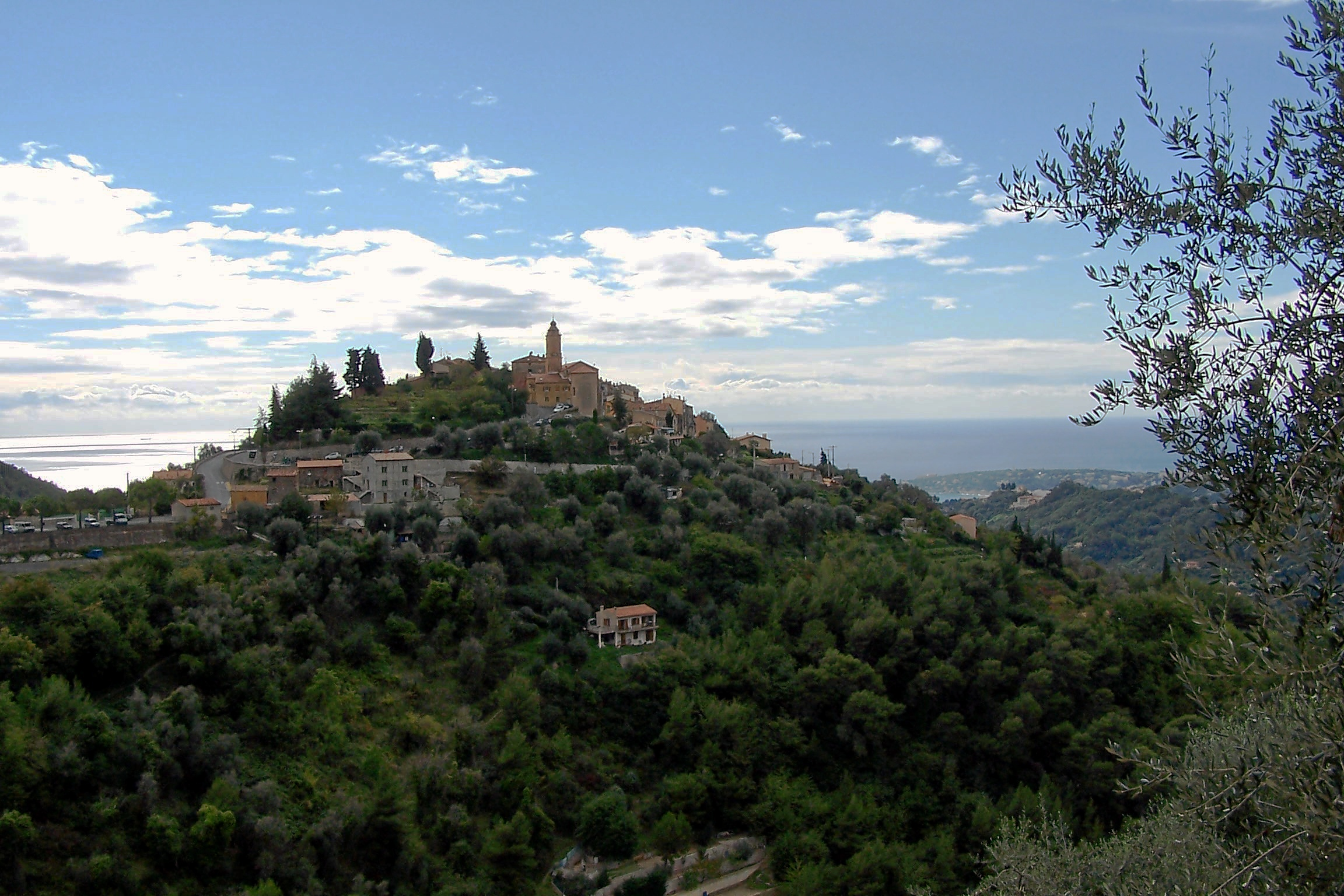
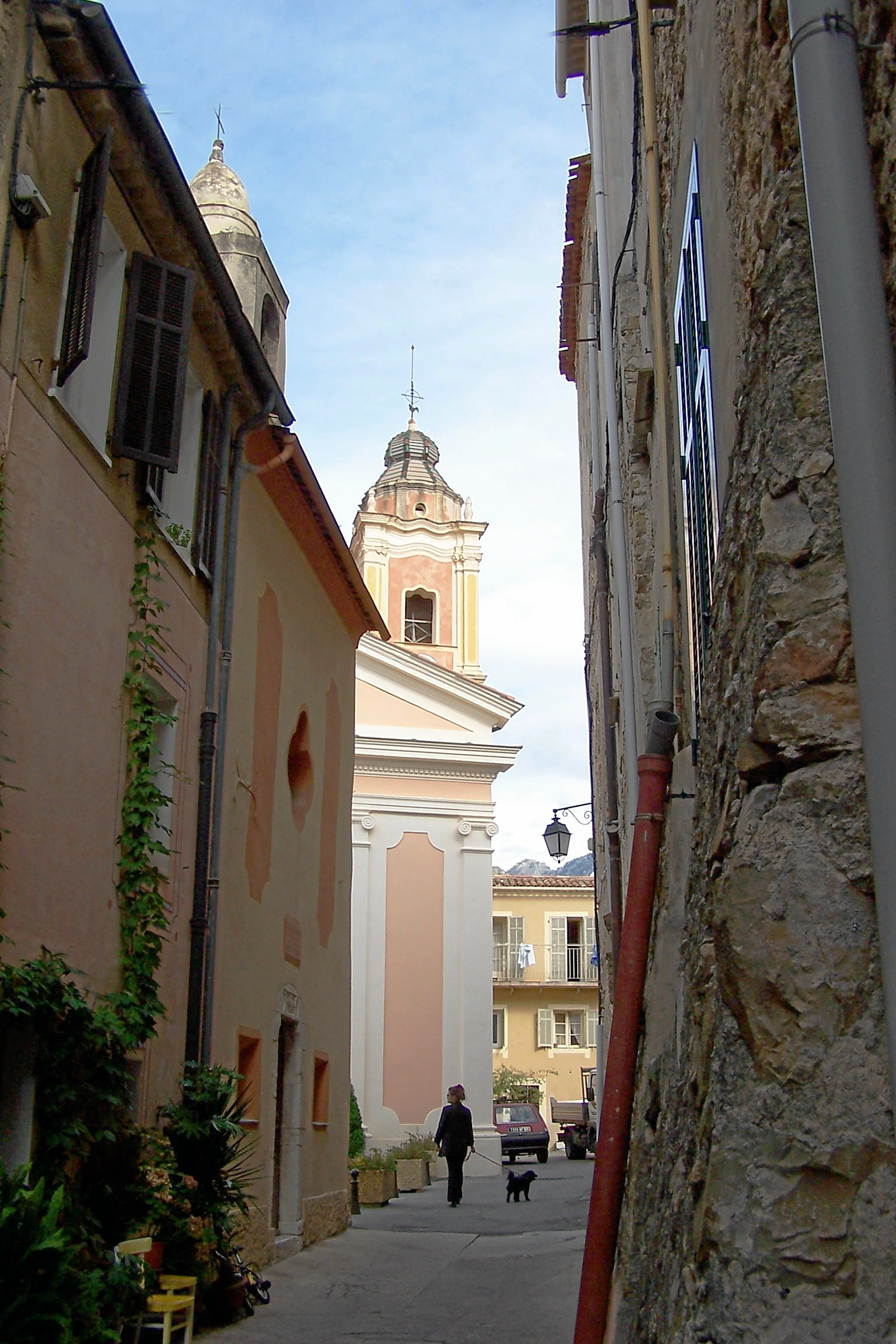
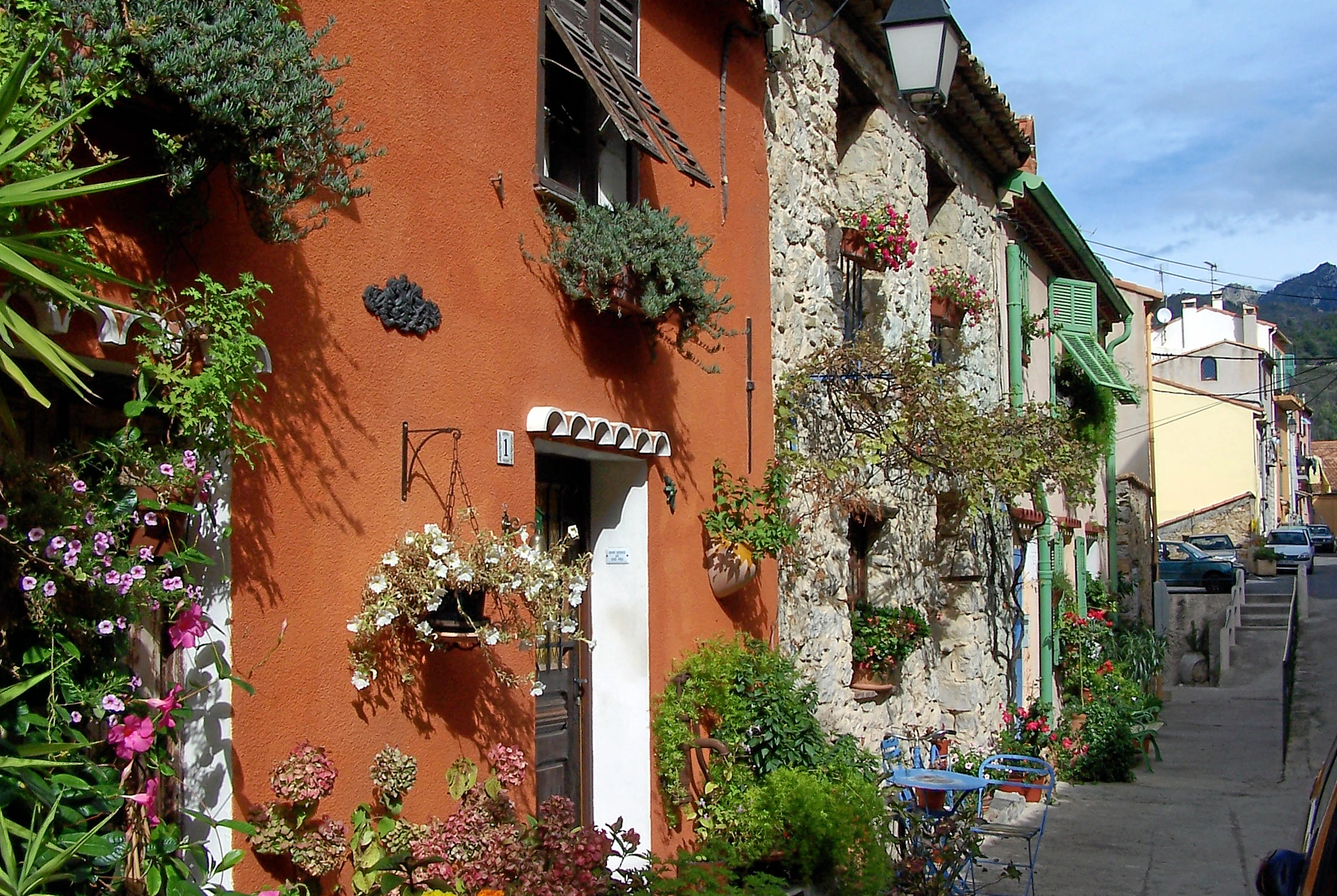
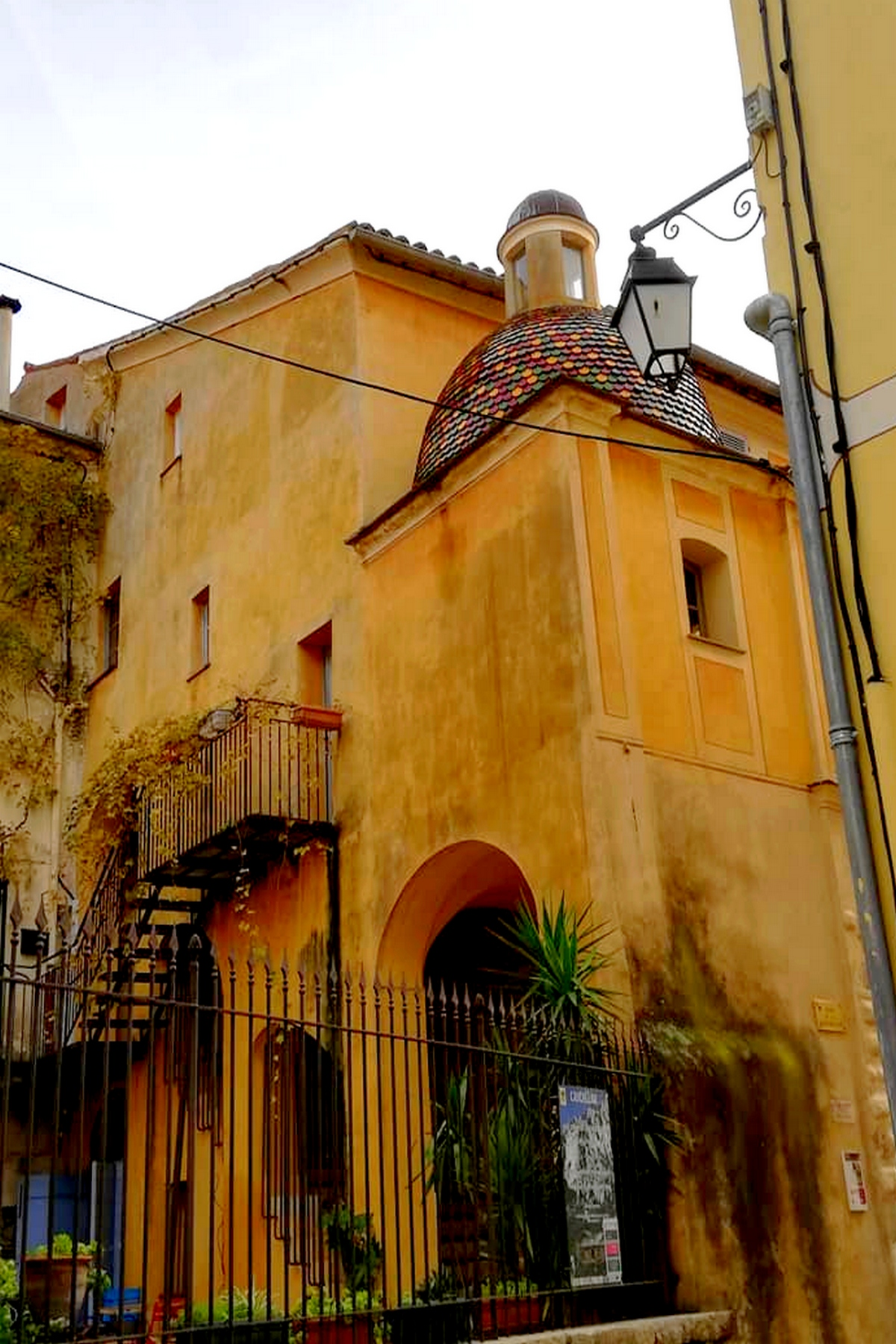
Palais Palazzo Lascaris de Vintimille à Castellar